# Kurt Equiluz
Kurt Equiluz (Viena, 13 de juny de 1929) és un tenor austríac que ha destacat en el camp de l'òpera i dels oratoris.
Inicià la seva carrera com a contratenor solista en el cor de nens cantaires de Viena, i entre 1944-1955 estudià teoria musical, arpa i cant a l'Acadèmia Estatal de Música i Art de Viena. En aquests anys guanyà el concurs internacional de cant a Anglaterra el curs 1947-48 i l'any següent el concurs Mozart de Viena. Després do consolidar-se en diferents cors, el 1957 va cantar el seu primer paper en solitari com a Pedrillo del Rapte en el Serrall de Mozart a l'Òpera de l'Estat de Viena i a partir d'aquest moment ha interpretat més d‘una setantena de papers diferents en les òperes de repertori més conegudes, principalment de Mozart, Puccini i Richard Strauss, amb les orquestres i directors més prestigiosos. Possiblement la fama l'aconseguí a partir de les gravacions de les obres de Bach, principalment la integral de les cantates dirigides per Nikolaus Harnoncourt i Gustav Leonhardt, gravades per Teldec entre 1971 i 1989. S'ha dedicat també amb èxit a la docència, de 1964 a 1981 fou professor d'oratori a l'Escola de Música de Graz i a partir d'aquesta any a l'Acadèmia de Música de Viena.